# 俄羅斯電視
電視是俄羅斯最受歡迎的媒體之一。74%的俄羅斯人經常收看全國電視頻道，59%的俄羅斯人經常收看地區電視頻道。俄羅斯全國共有3300個電視頻道，其中全國電視頻道共有三個，覆蓋俄羅斯90%的國土，分別是第一頻道、俄羅斯-1和NTV。俄羅斯的電視史起源自二戰之前。1960年代，蘇聯建立了第二個全國電視頻道。